# Exotisme

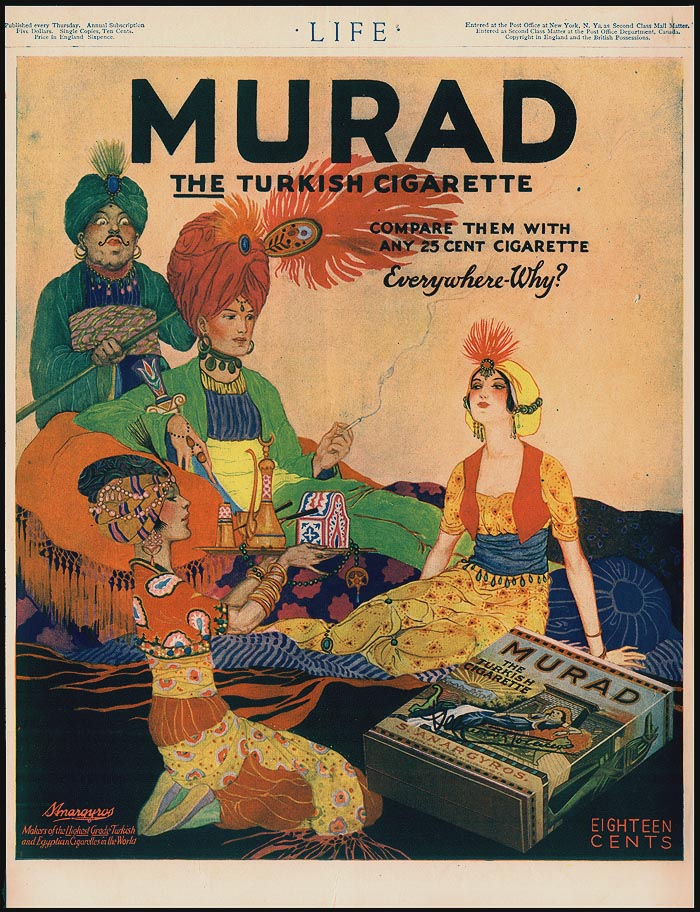
Propaganda amb exotisme inspirada en la cultura turca

L'Exotisme (del grec antic exôtikos «estranger, extern») és una actitud cultural de gust per l'estranger. Particularment en la música era la moda d'incorporar temes, ritmes i instruments d'origen llunyà o no europeu. A més de la música, el fenomen es manifesta en totes les expressions culturals: arts plàstiques, filosofia, cuina, teatre, literatura… Aquesta actitud es va produir sobretot a Occident, des de l'era dels descobriments i el colonialisme.
L'exotisme era diferent en temps quan artistes i filòsofs no tenien altres fonts d'inspiració que les narracions de viatgers o exploradors, –un dels primers va ser El llibre de les meravelles  (1298) de Marco Polo– que tornaven després d'un gir d'uns quants anys, comparat amb l'era del turisme de masses i reportatges en temps real. No queda gaire moda exòtica o «estranya» quan d'orient a occident, del zenit al nadir, tothom porta els mateixos pantalons texans i samarretes i que els vestits tradicionals es reserven a espectacles per a turistes.
El concepte és relatiu i depèn del punt de vista de l'observador, del lloc i de l'època. Així la citació de ritmes i imatgeria per a representar la «verdadera animà d'Espanya» en l'òpera francesa Carmen (1875) és més aviat un exemple d'exotisme romàntic que «completava el món monòton i restringit en què s'havia convertit l'Europa del segle xix» i no el resultat d'un estudi etnogràfic. El que és exòtic a una època fàcilment pot esdevenir habitual després. La música exòtica per a orelles anglosaxones, com per exemple la Nova Cançó catalana i que classifiquen a la categoria del folklore anomenat world music, no es considera com tal en altres llocs.
Va arribar en la literatura francesa amb el personatge del grand Mamamouchi a Le bourgeois gentilhomme de Molière (1670), va continuar amb la traducció de Les mil i una nits per Antoine Galland (1704), i va continuar amb les Cartes perses de Montesquieu (1721).
L'antropòleg Claude Lévi-Strauss aportarà un crítica essencial: l'occidental hauria de ser segons ell, una cultura antropològica, que no confon l'estranger amb la imitació que se'n dona en un imatgeria impregnada d'exotisme condescendent.